# Letestudoxa glabrifolia
Letestudoxa glabrifolia là loài thực vật có hoa thuộc họ Na. Loài này được Laurentius Willem Chatrou và Carola P. Repetur mô tả khoa học đầu tiên năm 1998.

## Phân bố
Loài này có ở Gabon.